# Kristallspitzl
Kristallspitzl är en bergstopp i Österrike.   Den ligger i distriktet Lienz och förbundslandet Tyrolen, i den centrala delen av landet, 300 km väster om huvudstaden Wien. Toppen på Kristallspitzl är 2 891 meter över havet.
Terrängen runt Kristallspitzl är huvudsakligen bergig. Runt Kristallspitzl är det ganska glesbefolkat, med 29 invånare per kvadratkilometer.. Närmaste större samhälle är Matrei in Osttirol, 11,0 km sydväst om Kristallspitzl. 
Trakten runt Kristallspitzl består i huvudsak av gräsmarker.